# Formula BMW
Formula BMW è una formula junior di corse per vetture monoposto. Accanto alla Formula Ford, ha la funzione di introdurre a una prima esperienza nel mondo delle corse automobilistiche, i giovani piloti della categoria kart. Impiega come autovetture le BMW FB02.